# Comber
Pour les articles homonymes, voir Comber (homonymie).
Comber (de l'irlandais An Comar, signifiant « le confluent ») est une ville du comté de Down en Irlande du Nord. Elle se trouve à 8 km au sud de Newtownards, à l'extrémité nord du Strangford Lough. Elle est située dans le townland de Town Parks, la paroisse civile de Comber et la baronnie historique de Castlereagh Lower. Comber fait partie du borough d'Ards and North Down. 
La ville est également connue pour le Comber Whiskey, distillé pour la dernière fois en 1956. 
Thomas Andrews, le concepteur et architecte du Titanic y est né le 7 février 1873. Un mémorial y fut érigé en son hommage.
Comber comptait 9 512 habitants lors du recensement de 2021.

## Histoire
Le confluent de deux rivières qui donnent leur nom à Comber est celui de River Glen et de River Enler. On pense qu'une église a été construite dès le Ve siècle ; les Cisterciens ont fondé l'abbaye de Comber vers 1200. Pendant l'instauration de l'Ulster au début du XVIIe siècle, une colonie s'est développée, mais elle était située plus au sud que le village actuel et servait de port pour les commerçants et les pêcheurs. Au XVIIIe siècle, Comber s'est déplacé vers l'emplacement actuel de la place du Marché (« The Square ») et est devenu un centre industriel avec plusieurs moulins. Alors qu'à l'époque, l'accent était mis sur la production de lin et le traitement des céréales, Comber est aujourd'hui un centre de production de pommes de terre et est devenue au XXe siècle une ville de banlieue pour Belfast, sa population passant de 4000 habitants en 1961 à près de 9000 en 2001

### Articles liés
- Liste des villes d'Irlande du Nord
- Abbaye de Comber
- Monastère de Nendrum